# Roquefort (queijo)
Roquefort ou roquefor é uma variedade de queijo originalmente francesa produzida com leite de ovelhas. Deve o seu nome à sua localidade de origem: Roquefort-sur-Soulzon, em Aveyron, no Midi-Pirenéus, na França.

## Descrição
Esta variedade apresenta massa de consistência cremosa e esfarelada, com casca úmida e sabor acentuado e picante. No seu fabrico, assim como no das variedades de queijo Gorgonzola e Camembert, são injetados fungos (bolores) na massa: neste caso, os do género Penicillium. A seguir, a massa passa por um processo de maturação de três meses. São estes fungos que desenvolvem, no Roquefort, a aparência característica com veios verde-azulados que lhe dão o sabor especial.

## Ausência de riscos à saúde
De acordo com o estudo Penicillium roqueforti Final Risk Assessment publicado no sítio da Agência de Proteção Ambiental dos Estados Unidos, o uso do fungo Penicillium roqueforti na fabricação do queijo Roquefort é seguro e, historicamente, não apresenta efeitos relevantes nocivos à saúde.